# Delta
Das Delta (griechisch δέλτα, neugriechisch Δέλτα, Großbuchstabe: Δ, Kleinbuchstabe: δ) ist der vierte Buchstabe im griechischen Alphabet und hat nach dem milesischen System den Zahlwert 4.

## Herkunft
Das Zeichen kommt vom phönizischen Buchstaben Daleth.

## Beispiel
- Diogenes (Διογένης)

## Verwendung

### Im Griechischen
In der griechischen Zahlschrift repräsentiert der Kleinbuchstabe δ die Zahl 4 und zusammen mit tiefgestelltem Nummernzeichen als ͵δ die Zahl 4000. Aufgrund der Form des Großbuchstabens Δ wurde seit Herodot (Historien 2,13 und öfter) der zwischen den Nilarmen liegende Teil Unterägyptens als Delta bezeichnet, so wie im Deutschen Flussdelta allgemein. Zudem bezeichnet der Komödienautor Aristophanes in der Lysistrata Vers 151 mit Delta die weibliche Scham.
Der griechische Buchstabe Delta als solcher – und abgeleitet als Symbol für Rechengrößen, Kennwerte und Ähnliches – wird außerdem in vielen verschiedenen Kontexten und Wissensgebieten verwendet.

### Mathematik und Informatik
- Das große Delta (Δ) dient
  - als Differenzzeichen für
    - die Differenz, siehe Subtraktion
    - den Differenzoperator – davon leiten sich weitere Kenngrößen ab
    - die symmetrische Differenz der Mengenlehre
    - den Laplace-Operator (die Summe der zweiten partiellen Ableitungen in jeder Raumrichtung)

  - als Transitionsrelation in der Automatentheorie
- Das kleine Delta (δ) bezeichnet
  - die Variationsableitung oder virtuelle Verschiebung
  - die Diracsche δ-‚Funktion‘, siehe Delta-Distribution
  - das Kronecker-Delta
  - eine infinitesimale (daher kleines Delta), wegabhängige Änderung (kein vollständiges Differenzial) von Prozessgrößen, die lediglich bei Zustandsänderungen auftreten.
  - eine Feigenbaum-Konstante in der Chaosforschung.
  - die Transitionsfunktion in der Automatentheorie

Ein umgekehrtes großes Delta ∇ wird als Nabla bezeichnet. Kein Delta ist das Symbol {\displaystyle \triangle } (TeX triangle), mit dem ein Dreieck bezeichnet wird.

### Naturwissenschaften und Technik
- Das große Delta (Δ) dient
  - in der Physik als Bezeichner von vier Baryonen (Δ++, Δ+, Δ0 und Δ−)
  - in der Molekularbiologie als Kennzeichnung von Deletionen
  - als Termsymbol der Kennzeichnung von Energiezuständen, beispielsweise im Singulett-Sauerstoff 1Δg
  - ein Dreieck symbolisierend, als Kennzeichen für eine Dreieckschaltung bei Drehstrommotoren oder -transformatoren
- Das kleine Delta (δ) bezeichnet
  - allgemein eine kleine Differenz von Rechen- oder Messgrößen, z. B. von Zeiten (meist δt) oder Strecken (δs), in der Geodäsie von kleinen Winkel- und Vektordifferenzen, bzw. in Geometrie und Ausgleichungsrechnung von Koordinatenzuschlägen (z. B. δx, δy)
  - in der NMR-Spektroskopie die chemische Verschiebung
  - in der Elektrotechnik den sogenannten Verlustwinkel, sowie die äquivalente Leitschichtdicke beim Skin-Effekt
  - in der Fahrwerk- bzw. Fahrzeugtechnik u. a. den Lenkwinkel
  - in der Anatomie, in Aδ-Faser, eine Nervenfaser
  - in der Galvanotechnik die Schichtstärke
  - in der Strukturgeologie einen Klast-Typus (siehe Delta-Klast)

### Geographie
- Mündungsgebiet aus Schwemmland in Form eines Deltas, das von einem oder mehreren Flüssen oder Flussarmen durchflossen wird

### Chemie
- Ein großes Delta (Δ) kennzeichnet
  - auf einem Reaktionspfeil die Zufuhr von Wärme
  - mit einem oder mehreren nachfolgenden hochgestellten Lokanten die Position von Doppelbindungen in
    - teilhydrierten cyclischen Verbindungen[1] (beispielsweise Δ3-Caren, Δ9-Tetrahydrocannabinol, in der Literatur häufig für Steroide und Indigo-Derivate verwendet)
    - ungesättigten Fettsäuren[2] (wie Δ9,12,15-Octadecatriensäure)
- Ein kleines Delta (δ) bezeichnet
  - eine atomare oder molekulare Partialladung
  - die δ-Bindung, eine Metall-Metall-Vierfachbindung, die bei Überlappung von zwei parallel zueinander angeordneten d-Orbitalen zweier Metalle entsteht
  - als Lokant den Abstand eines Atoms von einem Referenzatom oder einer Verknüpfungsstelle (beispielsweise δ-Valerolacton)
  - mit vorangestelltem Lokanten und nachfolgender hochgestellter Ziffer die Position und Anzahl von kumulierten Doppelbindungen ausgehend von einem Atom[3], siehe δ-Konvention

### Astronomie
- Das kleine Delta (δ) bezeichnet die Deklination (Astronomie), eine der zwei äquatorialen Koordinaten von Gestirnen,
- sowie den dritt- bis fünfthellsten Stern eines jeden der 88 Sternbilder,
- und die nähere Bezeichnung einiger Meteorströme, um in großen Sternbildern die Lage des Radianten genauer zu beschreiben.

### Namentliche Größen und Verfahren
- Datenverarbeitung:
  - Delta-Kodierung, Differenzspeicherung, eine Möglichkeit der Datenkompression
- Wirtschaftslehre:
  - in der Optionstheorie die erste partielle Ableitung des Optionspreismodells nach dem Kurs des Basiswertes oder Underlyings.
  - eine Kennziffer aus der Bewertung von Optionen; siehe Option (Wirtschaft) #Delta
  - als kleines Delta (δ) die Abschreibungsquote eines Kapitalstocks (vergleiche Solow-Modell).
- Medizin:
  - Delta-Variante des Coronavirus SARS-CoV-2, das die Krankheit COVID-19 auslösen kann.

## Sonstiges
In der Kanadischen Silbenschrift gibt es einen Buchstaben, der dem großen Delta ähnlich sieht.